# .nato
.nato — удалённый общий домен верхнего уровня.
Он был введён InterNIC в конце 1980-х для использования НАТО, которое считало, что ни один из существовавших на тот момент общих доменов верхнего уровня (.com, .net, .org, .gov, .mil, .edu) не отражает его статус международной организации. Но вскоре после этого InterNIC ввёл домен .int и убедил НАТО использовать .nato.int вместо .nato. Окончательно удалён в июле 1996 года.